# Кровоточащая сталь
«Кровоточащая сталь» (кит. 机器之血) — китайский научно-фантастический триллер режиссёра и сценариста Чжана Лицзя. В ролях Джеки Чан, Тесс Хобрич и Каллэн Мулвей. Премьера фильма состоялась 22 декабря 2017 года. Это первый научно-фантастический фильм в карьере Чана.

## Сюжет
Опытный агент спецназа борется, чтобы защитить девушку от зловещей организации. Одновременно она чувствует особую связь с ним, как будто они уже встречались в другой жизни.

## В ролях
- Джеки Чан[2] — Линь Дун
- Шоу Ло[3] — Ли Сэнь
- Нана Оуян[3] — Нэнси
- Тесс Хобрич[3] — Женщина в чёрном
- Каллэн Мулвей[3] — Эндрю
- Эрика Сяхоу[3] — Сяо Су (Сьюзан)
- Дэмиен Гарви — Рик Роджерс
- Кейтлин Бойе — наркоманка
- Дэвид Торок — Мужчина в чёрном

## Производство
В июне 2016 года компании Village Roadshow Pictures Asia и Heyi Pictures объявили о совместном производстве и финансировании научно-фантастического триллера «Кровоточащая сталь» с Джеки Чаном в главной роли, режиссёром и сценаристом которого станет Чжан Лицзя. 27 июля был объявлен актёрский состав фильма, в который вошли Тесс Хобрич, Каллэн Мулвей, Нана Оу-ян, Эрика Ся-Хоу и Шоу Ло.
Основные съёмки начались 20 июля 2016 года в Сиднее, Австралия. Во время съёмок в Сиднее в одном из интервью Чан рассказал о причинах своего участия в этом фильме:

Я всё ещё молод, но уже не так молод, как раньше, но я всё ещё хочу делать что-то новое. - объясняет он, - С режиссёрами, новыми технологиями, моими настоящими трюками и экшеном я захотел поработать над научно-фантастическим фильмом.
Оригинальный текст (англ.)“I’m still young but I’m not as young as I used to be and I still want to do new things," he explains. "With the directors, the technology, with my real stunts and real action, I wanted to do a sci-fi movie."

Следующие два этапа съёмок прошли в Тайбэе и Пекине. Съёмки завершились 7 декабря 2016 года, об этом сообщил один из каскадёров, участвовавший в них.

## Критика
На сайте Rotten Tomatoes фильм имеет рейтинг 22 % на основе 18 рецензий со средним баллом 3.7 из 10. Еженедельник Variety объявил фильм "банальным попурри киберпанка" (corny cyberpunk pastiche), который привлечёт только детей. Газета South China Morning Post в своём обзоре отметила отсутствие "экшена, юмора или логики", а также то, что фильм "переполнен смехотворными диалогами на английском и ещё худшей игрой".